# Lewisburg (Misisipi)
Lewisburg es una comunidad no incorporada localizada en DeSoto Condado, Misisipi, Estados Unidos. Lewisburg es aproximadamente 5 millas (8 km) sur de Olive Branch y aproximadamente 12 millas (19 km) norte de Independence a lo largo de Carretera de Misisipi 305.

## Educación
Lewisburg sstá servido por el Distrito Escolar del Condado Desoto.
Hay cuatro escuelas públicas en Lewisburg. Atienden a estudiantes en los grados k-12. Lewisburg High School se encuentra en Lewisburg.